# Jüdischer Friedhof (Leszno)

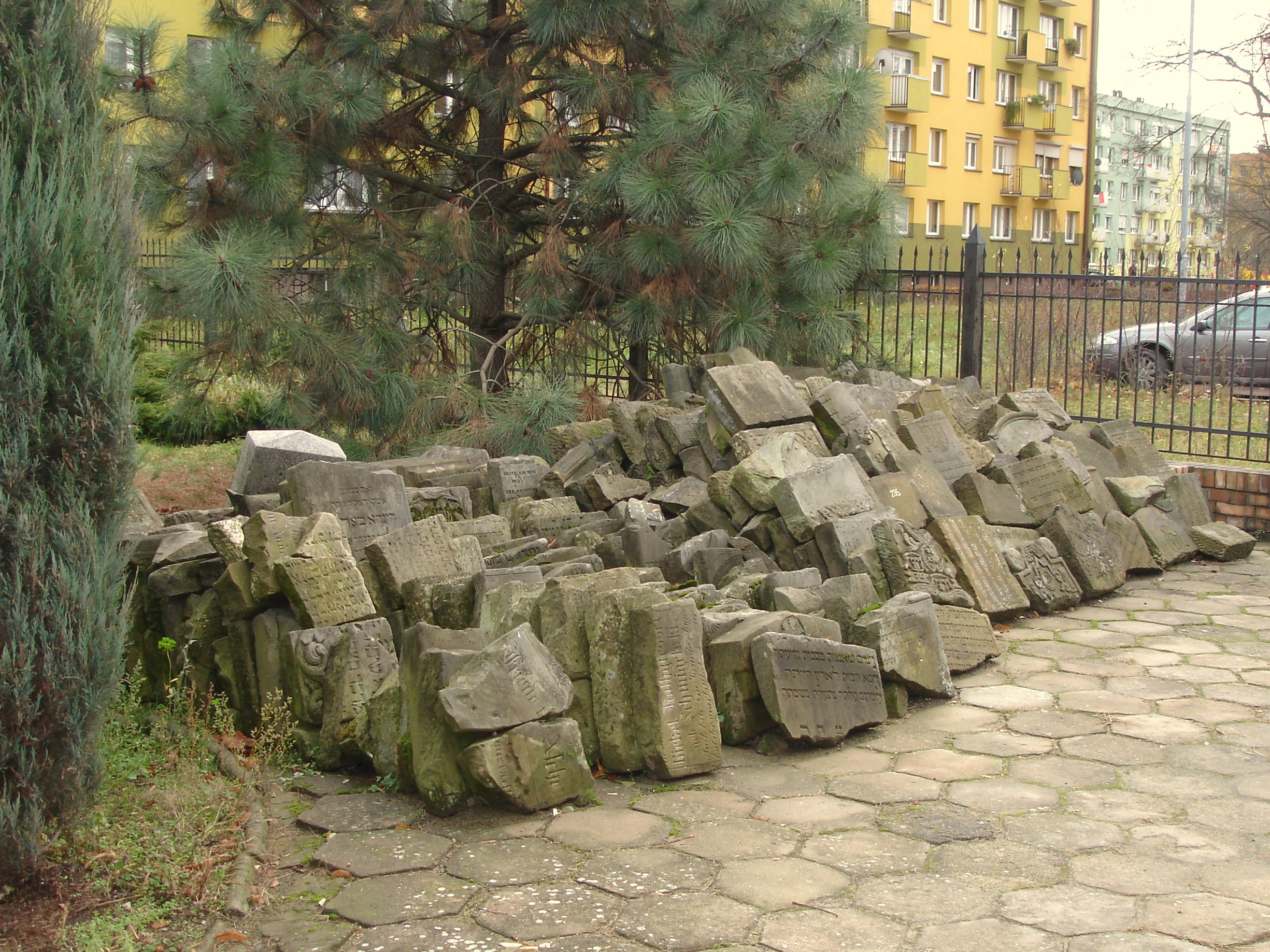
Grabsteinfragmente auf dem jüdischen Friedhof in Leszno

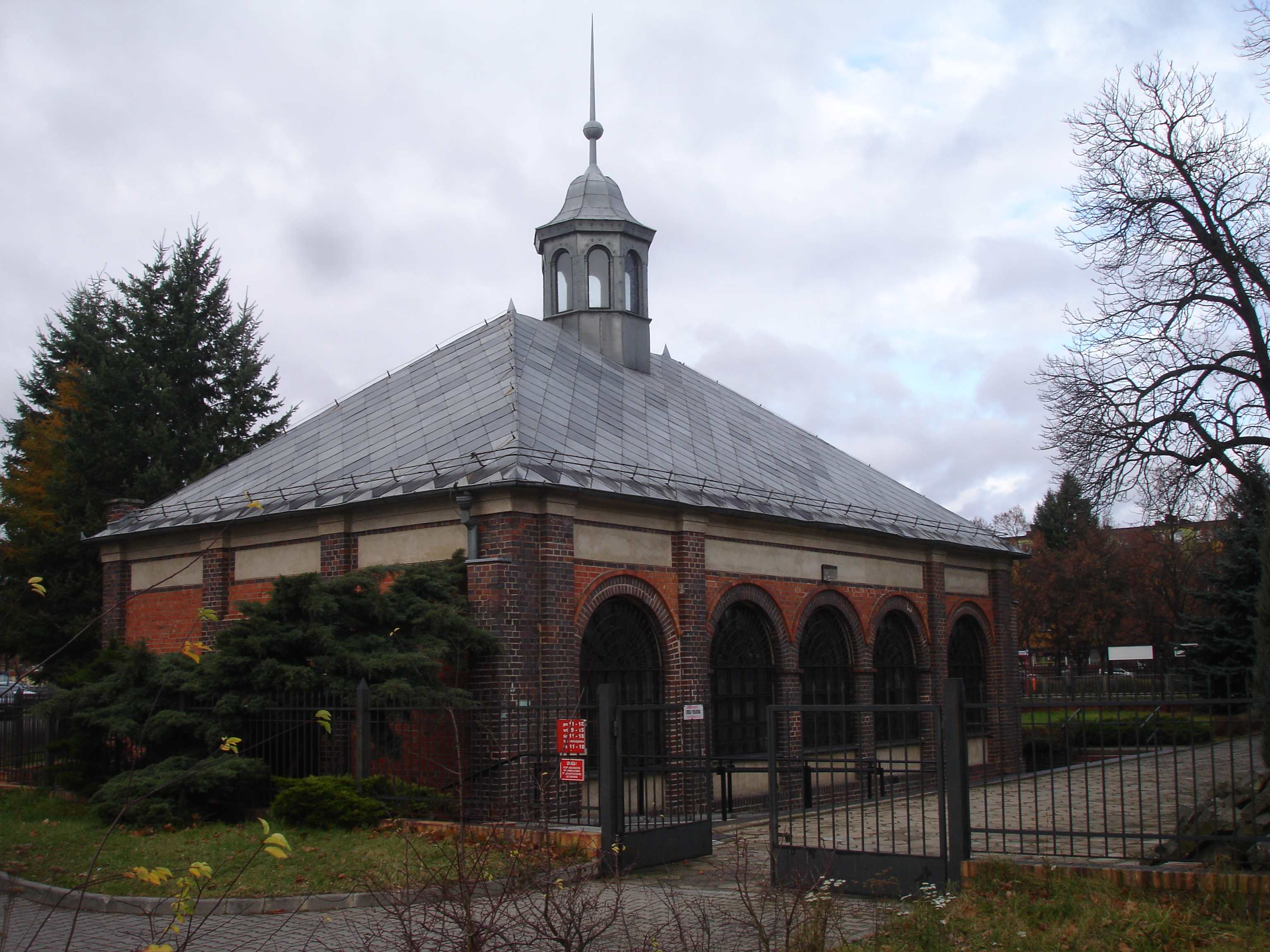
Taharahaus

Der Jüdische Friedhof in Leszno (deutsch Lissa), einer Stadt in Polen in der Woiwodschaft Großpolen, wurde im 17. Jahrhundert errichtet. 
Auf dem Jüdischen Friedhof, der als Kulturdenkmal geschützt ist, befindet sich das Taharahaus, in dem heute die Judaica-Abteilung des Städtischen Museums ausgestellt wird. 